# Champdôtre
 Champdôtre  es una población y comuna francesa, en la región de Borgoña, departamento de Côte-d'Or, en el distrito de Dijon y cantón de Auxonne.

## Demografía
| 554 | 574 | 599 | 690 | 729 | 766 | 738 | 769 | 777 | 747 | 740 | 764 | 782 | 741 | 703 | 692 | 707 | 691 | 688 | 650 | 602 | 619 | 595 | 592 | 612 | 551 | 521 | 482 | 452 | 474 | 504 | 548 |
| Para los censos de 1962 a 1999 la población legal corresponde a la población sin duplicidades (Fuente: INSEE [Consultar]) |     |     |     |     |     |     |     |     |     |     |     |     |     |     |     |     |     |     |     |     |     |     |     |     |     |     |     |     |     |     |     |